# Snarabergstunneln
Snarabergstunneln är en järnvägstunnel som går norr om Bollstabruk. Den är en del av upprustningen som gjordes av Ådalsbanan. Tunneln har enkelspår och är 2,4 kilometer lång, och den har även en parallell räddningstunnel. Tunneln öppnades för trafik under hösten 2011 och är belägen strax söder om den nya järnvägsstationen Västeraspby, där den nya Botniabanan numera leder över Ångermanälven och vidare mot Örnsköldsvik och Umeå.